# Stykkishólmurs flygplats

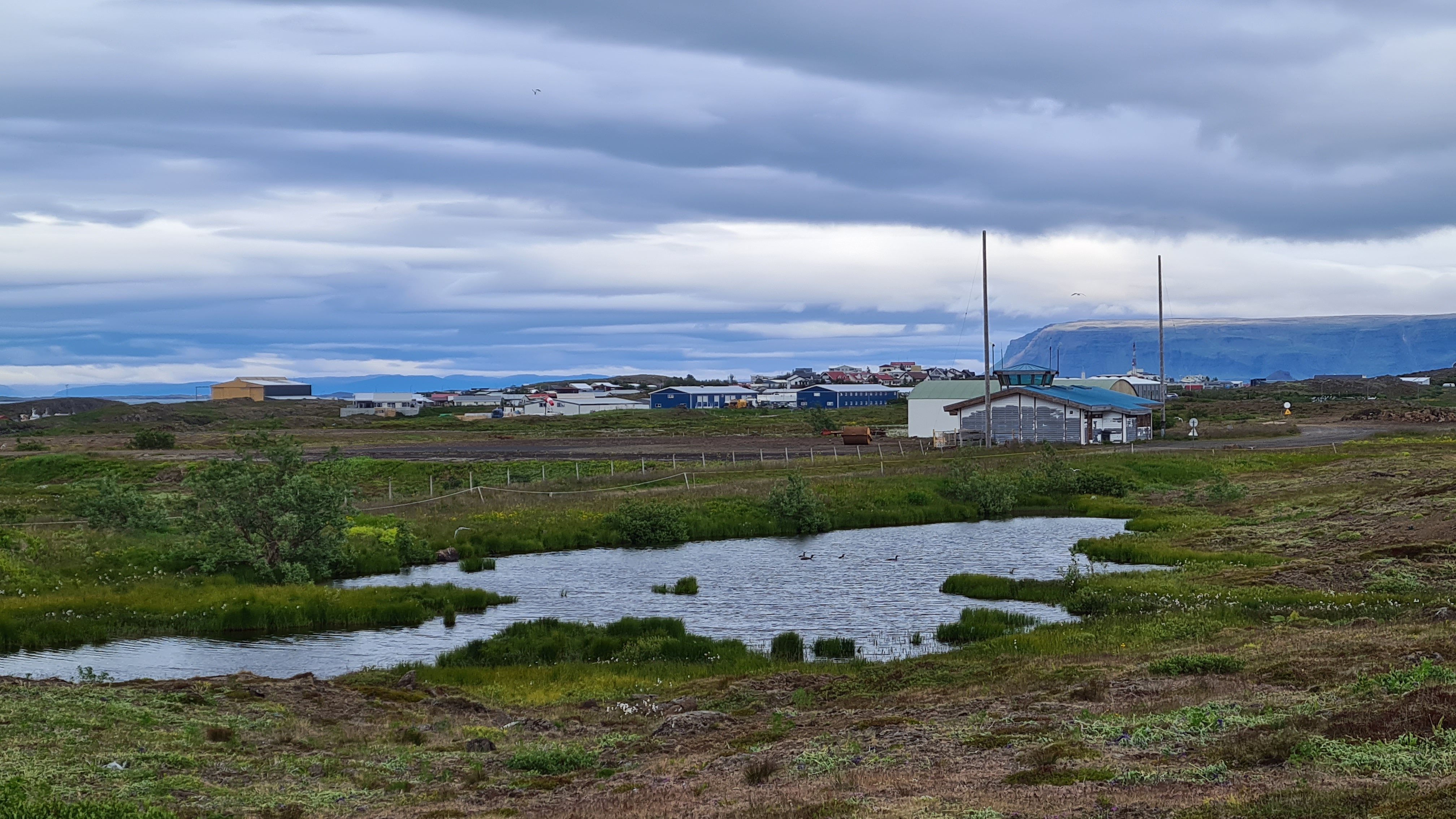
Stykkisholmurs flygplats

Stykkishólmurs flygplats är en flygplats i republiken Island.  Den ligger i regionen Västlandet, i den västra delen av landet. Flygplatsen har sedan november 1973 en landningsbana på 680 × 30 meter.